# Verkhnii Rohachyk (huyện)
Huyện Verkhnii Rohachyk (tiếng Ukraina: Верхньорогачицький район, chuyển tự: Verkhnii Rohachyks’kyi raion) là một huyện của tỉnh Kherson thuộc Ukraina. Huyện Verkhnii Rohachyk có diện tích 915 kilômét vuông, dân số theo điều tra dân số ngày 5 tháng 12 năm 2001 là 14290 người với mật độ 16 người/km2. Trung tâm huyện nằm ở Verkhnii Rohachyk.